# Pero behrensaria
Pero behrensaria är en fjärilsart som beskrevs av Butler 1881. Pero behrensaria ingår i släktet Pero och familjen mätare. Inga underarter finns listade i Catalogue of Life.